# Palácio da Liberdade

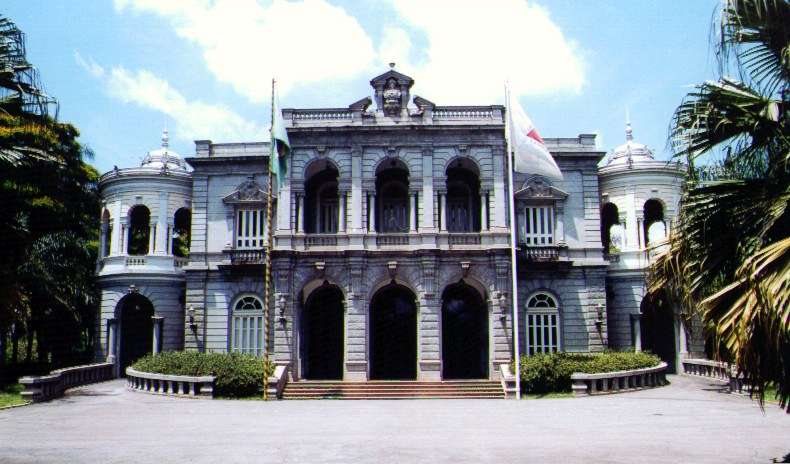
Frontalansicht des Palácio da Liberdade

Der Palácio da Liberdade in Belo Horizonte ist der ehemalige Sitz des Gouverneurs von Minas Gerais, der heute im Tiradentes-Gebäude in der Verwaltungsstadt (Edifício Tiradentes na Cidade Administrativa) untergebracht ist. Das Gebäude war auch die Residenz mehrerer Staatsoberhäupter.

## Architektur

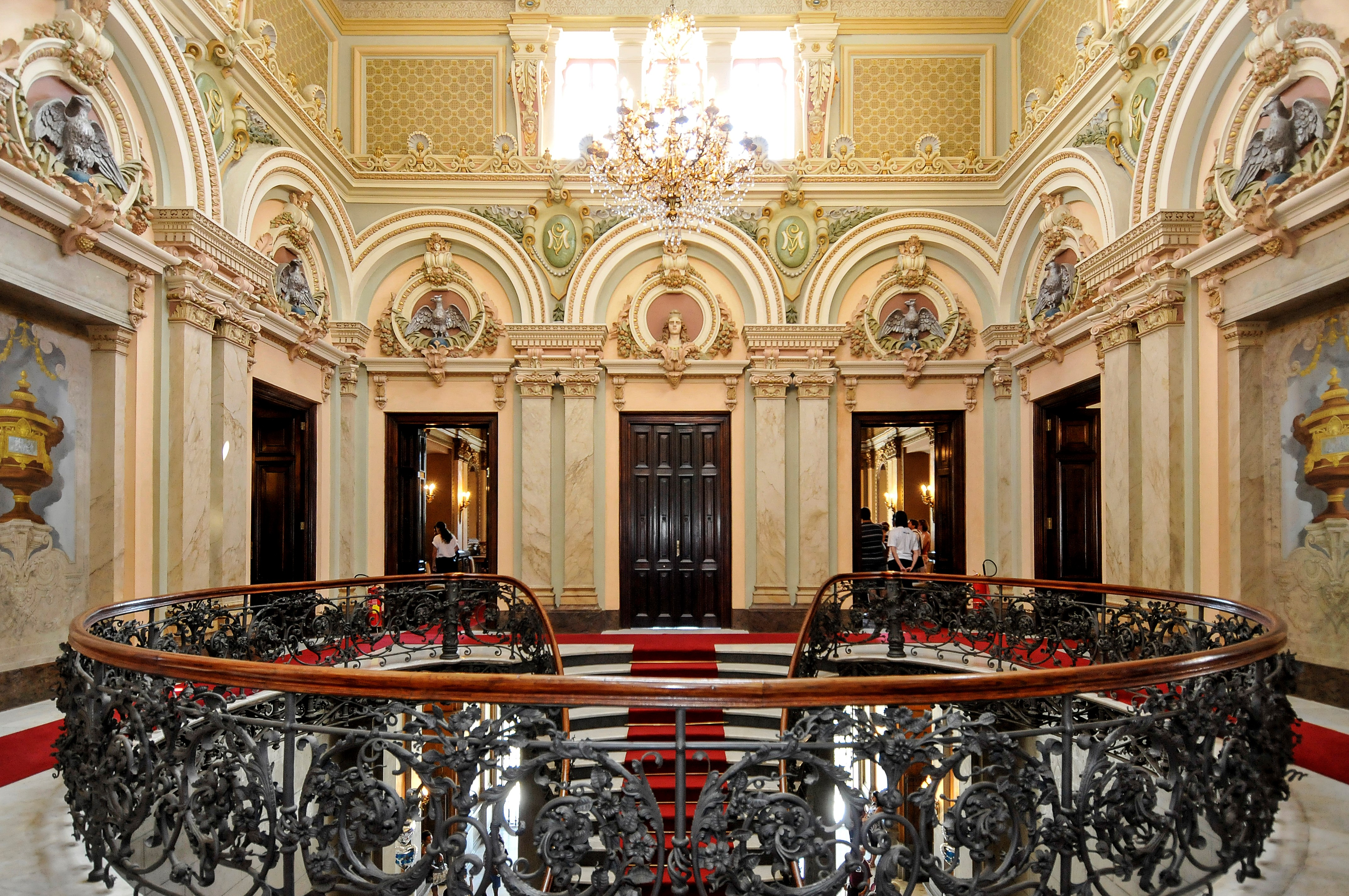
Eingangshalle und Treppenhaus des Palácio da Liberdade

Der Palácio da Liberdade mit seinem eklektischen Grundriss wurde vom Architekten José de Magalhães entworfen, der an der Fassade Elemente des französischen romantischen Klassizismus (von Ludwig XV.) und des italienischen Neobarocks und der Renaissance vermischte. Im Inneren wurde das imposante Treppenhaus in Belgien gegossen und in Blöcken nach Brasilien gebracht. Möbel, Teppiche, Kristalle und sogar das Besteck kamen aus Frankreich.

## Geschichte
Das Gebäude war Schauplatz wichtiger Ereignisse in der Geschichte von Minas Gerais. Es wurde 1897 erbaut und im Jahr 1898 eingeweiht. Als die Hauptstadt von Ouro Preto nach Belo Horizonte verlegt wurde, wollte man den Regierungssitz und einige der ihm untergeordneten Einrichtungen an einem privilegierten Ort errichten. Von der Spitze der heutigen Avenida João Pinheiro bot der Palácio da Liberdade einen Panoramablick auf die neu erbaute Stadt.
Der damalige Präsidentenpalast stellte die Macht über die Stadt und die Gebäude in den Mittelpunkt und demonstrierte Hierarchie und Prunk. Die oberen Ränge des öffentlichen Dienstes von Ouro Preto zogen in die Straßen rund um den Platz – sowohl die der verschiedenen Sekretariate als auch die der Autarkien, die sich im Zentrum der Stadt befanden.
Die Struktur des Gebäudes besteht aus drei Stockwerken, die den Gouverneuren und ihren Familien als Wohnsitz gedient haben. Die ehemaligen Gouverneure und Präsidenten Juscelino Kubitschek und Tancredo Neves waren ebenso zu Gast wie Benedito Valadares und Milton Campos. In den 1950er Jahren baute Gouverneur Juscelino Kubitschek im Stadtteil Mangabeiras eine neue Residenz, den Palácio das Mangabeiras. In den 1960er Jahren schlug Gouverneur Israel Pinheiro vor, den Palast abzureißen und ein modernes, vertikales Gebäude nach dem Entwurf des Architekten Oscar Niemeyer zu errichten. Gegen diese Idee wurde jedoch ein Veto eingelegt. In den 1970er Jahren wurde der Palácio da Liberdade von den Gouverneuren verlassen, die es vorzogen, im Palácio dos Despachos zu arbeiten. Gouverneur Tancredo Neves, der von dort aus regierte, sowie Eduardo Azeredo und Itamar Franco gaben dem Palácio da Liberdade jedoch wieder die Ehre.
Zwischen 2004 und 2006 wurde der Palácio da Liberdade einer intensiven Restaurierungskampagne unterzogen. Von 2010 bis 2015 nutzte der Gouverneur den Tiradentes-Palast, der sich in der Verwaltungsstadt von Minas Gerais befindet und von dem Architekten Oscar Niemeyer entworfen wurde. Während dieser Zeit war der Palácio da Liberdade Teil des Praça da Liberdade Cultural Circuit und wurde für feierliche Übergabezeremonien genutzt.
Im Jahr 2015 kehrte Fernando Pimentel in den Palast zurück, machte ihn aber erst 2018 wieder zum offiziellen Arbeitsplatz des Gouverneurs von Minas Gerais. Ab 2019 entschied sich Gouverneur Romeu Zema, in den Tiradentes-Palast zurückzukehren.
Zwar ist der Palast damit seit 2019 nicht mehr der offizielle Sitz der Regierung von Minas Gerais, aber seine Bedeutung und zentrale Lage sind geblieben. Sein beeindruckender Erhaltungszustand lädt zu einem angenehmen Besuch voller Entdeckungen von Gedenkstätten, politischen und architektonischen Elementen ein. Seit Dezember 2018 ist die öffentliche Besichtigung des Gebäudes wieder möglich.

## Gärten und Praça da Liberdade
1898 wurde Paul Villon mit der Gestaltung der Gärten des Präsidentenpalastes beauftragt. Derselbe Fachmann kümmerte sich auch um die Gestaltung der Praça da Liberdade. In den ersten Jahrzehnten waren die Gärten des Palastes eine Erweiterung des Platzes, ohne die Zäune, die das Gebäude heute umgeben. Die Umzäunung wurde notwendig, weil der Autoverkehr in den Straßen rund um das Gebäude ab 1967 zunahm.
Die Gärten des Palastes mit englischem Einfluss vereinen Grün und Beton in den Kunstwerken, dem Teich, dem Kiosk, den Bäumen, Pflanzen, Steinen und dem wunderschönen Orchideengarten. Die Elemente des Palastes erinnern an die Zeit, in der die Stadt Belo Horizonte erbaut wurde, sowie an historische, dekorative und symbolische Aspekte und natürlich an die Vielfalt der Pflanzenarten.